# Primera División de México 1984-85
La temporada 1984-85 fue la edición XLIII del campeonato de liga de la Primera División en la denominada "época profesional" del fútbol mexicano; Comenzó el 17 de agosto y finalizó el 28 de mayo. El bicampeonato de las Águilas del América estuvo enmarcado, primero por los trágicos acontecimientos que derivaron en la lamentable muerte de varios aficionados en el túnel 29 del Estadio Olímpico Universitario y por la cerrada final que protagonizó ante el líder general Pumas de la UNAM, que resultó, luego de dos empates en los juegos de ida y vuelta, en un tercer duelo de desempate en cancha neutral, que se escenificó en el Estadio Corregidora, misma que concluyó con marcador 3-1 en favor del vigente campeón (4-2 global).
En este torneo regresó por 5ª y última ocasión Zacatepec, quien sustituyó como campeón de la Segunda División al descendido Unión de Curtidores, sin embargo también en este torneo se concretó su 5° y definitivo descenso. En esta ocasión de manera polémica luego de protagonizar la última liguilla por el no descenso frente a Necaxa, ante quien salió derrotado en ambos duelos, lo que ocasionó la molestia y posterior invasión y destrozos de sus aficionados en el Estadio Agustín Coruco Díaz. También se produjo el debut de Ángeles de Puebla, franquicia surgida luego de la compra por parte de empresarios poblanos del Oaxtepec, ofertado por el IMSS.

## Sistema de competencia
Los veinte participantes fueron divididos en cuatro grupos de cinco equipos cada uno; todos disputan la fase regular bajo un sistema de liga, es decir, todos contra todos a visita recíproca; con un criterio de puntuación que otorga dos unidades por victoria, una por empate y cero por derrota. 
Clasifican a la disputa de la fase final por el título, el primer y segundo lugar de cada grupo (sin importar su ubicación en la tabla general). Los equipos clasificados son ubicados del 1 al 8 en duelos cruzados (es decir 1 vs 8, 2 vs 7, 3 vs 6 y 4 vs 5), se enfrentaban en rondas ida-vuelta o eliminación directa. 
La definición de los partidos de cuartos de final y semifinales tomarían como criterio el marcador global al final de los dos partidos. De haber empate en este, se alargaría el juego de vuelta a la disputa de dos tiempos extras de 15 minutos cada uno, y posteriormente Tiros desde el punto penal, hasta que se produjera un ganador. 
En caso de la final, se implementa un criterio de desempate distinto, al considerar en caso de un empate global, la disputa de un tercer juego de desempate en cancha neutral.
En la liguilla por el no descenso, se enfrentarían los dos últimos lugares de la tabla general, únicamente si existiera una diferencia de tres puntos o menos entre los involucrados, de lo contrario el club con menos puntos descendería automáticamente a segunda división.
Los criterios de desempate para definir todas las posiciones serían la Diferencia de goles entre tantos anotados y los recibidos, después se consideraría el gol average o promedio de goles y finalmente la cantidad de goles anotados.

## Equipos participantes

### Ascensos y descensos
| Pos | Ascendido de la Segunda División 1983-84 |
| --- | ---------------------------------------- |
| 4º  | Zacatepec                                |

| Pos | Descendido en la Primera División 1983-84 |
| --- | ----------------------------------------- |
| 20° | Unión de Curtidores                       |

### Cambios de franquicia
| Pos | Nueva Franquicia  |
| --- | ----------------- |
| -   | Ángeles de Puebla |

| Pos | Franquicia vendida |
| --- | ------------------ |
| 15° | Oaxtepec           |

### Equipos por entidad federativa
En la temporada 1984-1985 jugaron 20 equipos que se distribuían de la siguiente forma:
| Monterrey Tigres Tampico Madero A. Potosino Morelia U de G Atlas Guadalajara U.A.G León Necaxa Puebla Ángeles Neza Zacatepec Toluca América Cruz Azul Atlante UNAM | \| Entidad Federativa \| N.º \| Equipos \| \| ------------------ \| --- \| ------------------------------------------ \| \| Distrito Federal \| 5 \| América, Atlante, Cruz Azul, Necaxa y UNAM \| \| Jalisco \| 4 \| Atlas, Guadalajara, UAG y U de G \| \| Nuevo León \| 2 \| Monterrey y UANL \| \| Estado de México \| 2 \| Toluca y Neza \| \| Puebla \| 2 \| Puebla y Ángeles \| \| Guanajuato \| 1 \| León \| \| Morelos \| 1 \| Zacatepec \| \| San Luis Potosí \| 1 \| Atlético Potosino \| \| Michoacán \| 1 \| Morelia \| \| Tamaulipas \| 1 \| Tampico Madero \| |                                            |
| Entidad Federativa | N.º | Equipos                                    |
| Distrito Federal | 5 | América, Atlante, Cruz Azul, Necaxa y UNAM |
| Jalisco | 4 | Atlas, Guadalajara, UAG y U de G           |
| Nuevo León | 2 | Monterrey y UANL                           |
| Estado de México | 2 | Toluca y Neza                              |
| Puebla | 2 | Puebla y Ángeles                           |
| Guanajuato | 1 | León                                       |
| Morelos | 1 | Zacatepec                                  |
| San Luis Potosí | 1 | Atlético Potosino                          |
| Michoacán | 1 | Morelia                                    |
| Tamaulipas | 1 | Tampico Madero                             |

## Información sobre los equipos participantes
| Equipo                     | Sede                                    | Estadio                |
| -------------------------- | --------------------------------------- | ---------------------- |
| América                    | Ciudad de México                        | Azteca                 |
| Ángeles de Puebla          | Puebla, Puebla                          | Cuauhtémoc             |
| Atlante                    | Ciudad de México                        | Azulgrana              |
| Atlas                      | Guadalajara, Jalisco                    | Jalisco                |
| Atlético Morelia           | Morelia, Michoacán                      | Venustiano Carranza    |
| Atlético Potosino          | San Luis Potosí, San Luis Potosí        | Plan de San Luis       |
| Cruz Azul                  | Ciudad de México                        | Azteca                 |
| Guadalajara                | Guadalajara, Jalisco                    | Jalisco                |
| León                       | León, Guanajuato                        | León                   |
| Monterrey                  | Monterrey, Nuevo León                   | Tecnológico            |
| Necaxa                     | Ciudad de México                        | Azteca                 |
| Neza                       | Ciudad Nezahualcóyotl, Estado de México | José López Portillo    |
| Puebla                     | Puebla, Puebla                          | Cuauhtémoc             |
| Tampico Madero             | Tampico, Tamaulipas                     | Tamaulipas             |
| Tecos UAG                  | Zapopan, Jalisco                        | Tres de Marzo          |
| Tigres UANL                | Monterrey, Nuevo León                   | Universitario de N.L.  |
| Toluca                     | Toluca, México                          | Toluca 70              |
| Universidad de Guadalajara | Guadalajara, Jalisco                    | Jalisco                |
| UNAM                       | Ciudad de México                        | Olímpico Universitario |
| Zacatepec                  | Zacatepec, Morelos                      | Agustín Coruco Díaz    |

## Torneo Regular
Los 20 equipos fueron divididos en 4 grupos de 5 miembros cada uno. Jugaron todos contra todos a visita recíproca; al final de las 38 jornadas de fase regular, los 2 primeros lugares de cada grupo clasificaron a la liguilla por el título. Mientras que el último lugar de la tabla general descendería a la Segunda División, salvo en el caso de que hubiera una diferencia de máximo tres puntos, respecto al penúltimo sitio, de ser así ambos deberían enfrentarse en una liguilla por el no descenso.

### Grupos

#### Grupo 1
| Pos. | Equipo      | Pts. | PJ | G  | E  | P  | GF | GC | Dif. | Clasificación                   |
| ---- | ----------- | ---- | -- | -- | -- | -- | -- | -- | ---- | ------------------------------- |
| 1    | América (C) | 46   | 38 | 17 | 12 | 9  | 53 | 40 | +13  | Cuartos de final de la liguilla |
| 2    | León        | 42   | 38 | 12 | 18 | 8  | 56 | 46 | +10  | Cuartos de final de la liguilla |
| 3    | Tigres      | 35   | 38 | 13 | 9  | 16 | 41 | 45 | −4   |                                 |
| 4    | Neza        | 28   | 38 | 8  | 12 | 18 | 44 | 58 | −14  |                                 |
| 5    | Necaxa      | 25   | 38 | 5  | 15 | 18 | 37 | 59 | −22  | Liguilla por el no descenso     |

 Fuente: RSSSF

#### Grupo 2
| Pos. | Equipo            | Pts. | PJ | G  | E  | P  | GF | GC | Dif. | Clasificación                   |
| ---- | ----------------- | ---- | -- | -- | -- | -- | -- | -- | ---- | ------------------------------- |
| 1    | UNAM              | 55   | 38 | 25 | 5  | 8  | 71 | 38 | +33  | Cuartos de final de la liguilla |
| 2    | Atlas             | 43   | 38 | 16 | 11 | 11 | 55 | 51 | +4   | Cuartos de final de la liguilla |
| 3    | Tampico Madero    | 42   | 38 | 17 | 8  | 13 | 65 | 58 | +7   |                                 |
| 4    | Ángeles de Puebla | 35   | 38 | 12 | 11 | 15 | 54 | 61 | −7   |                                 |
| 5    | Atlético Morelia  | 30   | 38 | 6  | 18 | 14 | 37 | 55 | −18  |                                 |

 Fuente: RSSSF

#### Grupo 3
| Pos. | Equipo            | Pts. | PJ | G  | E  | P  | GF | GC | Dif. | Clasificación                   |
| ---- | ----------------- | ---- | -- | -- | -- | -- | -- | -- | ---- | ------------------------------- |
| 1    | U de G            | 47   | 38 | 16 | 15 | 7  | 60 | 44 | +16  | Cuartos de final de la liguilla |
| 2    | Cruz Azul         | 47   | 38 | 17 | 13 | 8  | 53 | 38 | +15  | Cuartos de final de la liguilla |
| 3    | Atlante           | 44   | 38 | 17 | 10 | 11 | 51 | 44 | +7   |                                 |
| 4    | Atlético Potosino | 34   | 38 | 10 | 14 | 14 | 49 | 60 | −11  |                                 |
| 5    | Monterrey         | 32   | 38 | 10 | 12 | 16 | 50 | 68 | −18  |                                 |

 Fuente: RSSSF

#### Grupo 4
| Pos. | Equipo        | Pts. | PJ | G  | E  | P  | GF | GC | Dif. | Clasificación                   |
| ---- | ------------- | ---- | -- | -- | -- | -- | -- | -- | ---- | ------------------------------- |
| 1    | Guadalajara   | 45   | 38 | 16 | 13 | 9  | 49 | 30 | +19  | Cuartos de final de la liguilla |
| 2    | Puebla        | 37   | 38 | 13 | 11 | 14 | 53 | 43 | +10  | Cuartos de final de la liguilla |
| 3    | Tecos UAG     | 36   | 38 | 12 | 12 | 14 | 52 | 50 | +2   |                                 |
| 4    | Toluca        | 30   | 38 | 8  | 14 | 16 | 34 | 56 | −22  |                                 |
| 5    | Zacatepec (D) | 27   | 38 | 10 | 7  | 21 | 31 | 54 | −23  | Liguilla por el no descenso     |

 Fuente: RSSSF

### Tabla General
| Pos. | Equipo            | Pts. | PJ | G  | E  | P  | GF | GC | Dif. | Clasificación                   |
| ---- | ----------------- | ---- | -- | -- | -- | -- | -- | -- | ---- | ------------------------------- |
| 1    | UNAM              | 55   | 38 | 25 | 5  | 8  | 71 | 38 | +33  | Cuartos de final de la liguilla |
| 2    | U de G            | 47   | 38 | 16 | 15 | 7  | 60 | 44 | +16  | Cuartos de final de la liguilla |
| 3    | Cruz Azul         | 47   | 38 | 17 | 13 | 8  | 53 | 38 | +15  | Cuartos de final de la liguilla |
| 4    | América (C)       | 46   | 38 | 17 | 12 | 9  | 53 | 40 | +13  | Cuartos de final de la liguilla |
| 5    | Guadalajara       | 45   | 38 | 16 | 13 | 9  | 49 | 30 | +19  | Cuartos de final de la liguilla |
| 6    | Atlante           | 44   | 38 | 17 | 10 | 11 | 51 | 44 | +7   |                                 |
| 7    | Atlas             | 43   | 38 | 16 | 11 | 11 | 55 | 51 | +4   | Cuartos de final de la liguilla |
| 8    | León              | 42   | 38 | 12 | 18 | 8  | 56 | 46 | +10  | Cuartos de final de la liguilla |
| 9    | Tampico Madero    | 42   | 38 | 17 | 8  | 13 | 65 | 58 | +7   |                                 |
| 10   | Puebla            | 37   | 38 | 13 | 11 | 14 | 53 | 43 | +10  | Cuartos de final de la liguilla |
| 11   | Tecos UAG         | 36   | 38 | 12 | 12 | 14 | 52 | 50 | +2   |                                 |
| 12   | Tigres            | 35   | 38 | 13 | 9  | 16 | 41 | 45 | −4   |                                 |
| 13   | Ángeles de Puebla | 35   | 38 | 12 | 11 | 15 | 54 | 61 | −7   |                                 |
| 14   | Atlético Potosino | 34   | 38 | 10 | 14 | 14 | 49 | 60 | −11  |                                 |
| 15   | Monterrey         | 32   | 38 | 10 | 12 | 16 | 50 | 68 | −18  |                                 |
| 16   | Atlético Morelia  | 30   | 38 | 6  | 18 | 14 | 37 | 55 | −18  |                                 |
| 17   | Toluca            | 30   | 38 | 8  | 14 | 16 | 34 | 53 | −19  |                                 |
| 18   | Neza              | 30   | 38 | 9  | 12 | 17 | 44 | 58 | −14  |                                 |
| 19   | Zacatepec (D)     | 27   | 38 | 10 | 7  | 21 | 31 | 54 | −23  | Liguilla por el no descenso     |
| 20   | Necaxa            | 25   | 38 | 5  | 15 | 18 | 37 | 59 | −22  | Liguilla por el no descenso     |

 Fuente: RSSSF

## Resultados
| Local \ Visitante | AME | ANG | ATT | ATS | APO | CAZ | GDL | LEO | MTY | MOR | NEC | NEZ | PUE | TAM | TOL | UAG | UNL | UDG | UNM | ZAC |
| ----------------- | --- | --- | --- | --- | --- | --- | --- | --- | --- | --- | --- | --- | --- | --- | --- | --- | --- | --- | --- | --- |
| América           | —   | 2–1 | 1–1 | 1–1 | 1–2 | 2–2 | 0–0 | 3–1 | 3–2 | 2–1 | 3–2 | 0–1 | 1–0 | 3–1 | 1–0 | 1–0 | 1–0 | 2–2 | 2–2 | 3–1 |
| Ángeles de Puebla | 2–2 | —   | 1–1 | 4–1 | 3–0 | 0–1 | 3–2 | 2–1 | 2–0 | 1–0 | 1–1 | 2–1 | 1–1 | 2–1 | 0–0 | 3–1 | 2–0 | 2–2 | 0–2 | 4–2 |
| Atlante           | 1–2 | 0–1 | —   | 0–2 | 2–1 | 0–0 | 2–1 | 2–1 | 3–1 | 1–0 | 1–0 | 2–1 | 3–0 | 3–1 | 4–1 | 0–1 | 1–1 | 1–1 | 0–1 | 2–0 |
| Atlas             | 0–0 | 3–2 | 0–2 | —   | 3–1 | 2–1 | 0–0 | 0–2 | 3–1 | 3–3 | 2–0 | 2–1 | 0–0 | 5–2 | 4–3 | 2–1 | 3–1 | 0–1 | 1–2 | 2–1 |
| Atlético Potosino | 3–1 | 1–0 | 2–0 | 1–1 | —   | 4–5 | 0–0 | 0–0 | 1–2 | 1–0 | 1–1 | 1–0 | 0–3 | 0–0 | 3–1 | 5–1 | 1–1 | 2–2 | 1–4 | 0–0 |
| Cruz Azul         | 1–0 | 4–0 | 0–1 | 3–0 | 1–1 | —   | 1–0 | 0–0 | 1–0 | 2–0 | 4–1 | 0–0 | 1–0 | 2–1 | 0–2 | 2–1 | 1–1 | 0–1 | 1–1 | 2–1 |
| Guadalajara       | 0–0 | 6–1 | 1–2 | 0–0 | 3–1 | 1–1 | —   | 0–1 | 2–0 | 1–1 | 2–0 | 2–1 | 1–0 | 1–1 | 2–1 | 0–0 | 3–1 | 3–0 | 0–0 | 2–0 |
| León              | 2–1 | 0–0 | 2–2 | 1–1 | 5–1 | 3–1 | 0–1 | —   | 2–0 | 1–1 | 2–2 | 2–2 | 2–0 | 2–2 | 1–0 | 0–0 | 0–0 | 0–0 | 3–0 | 1–0 |
| Monterrey         | 1–2 | 1–1 | 3–2 | 1–4 | 1–1 | 2–2 | 1–1 | 3–3 | —   | 1–1 | 2–0 | 2–1 | 1–1 | 1–1 | 2–1 | 3–1 | 2–0 | 2–1 | 1–3 | 0–1 |
| Morelia           | 2–4 | 3–3 | 1–1 | 0–0 | 0–0 | 1–1 | 1–0 | 2–2 | 1–1 | —   | 1–1 | 0–0 | 3–2 | 2–1 | 0–1 | 2–3 | 0–1 | 0–3 | 0–4 | 2–0 |
| Necaxa            | 0–2 | 3–1 | 1–2 | 2–0 | 0–0 | 0–1 | 1–2 | 4–2 | 3–3 | 2–2 | —   | 1–3 | 1–0 | 1–1 | 0–0 | 2–2 | 1–1 | 1–3 | 0–2 | 0–0 |
| Neza              | 1–4 | 3–2 | 0–0 | 0–2 | 3–3 | 2–0 | 1–2 | 2–2 | 1–2 | 0–0 | 1–3 | —   | 3–2 | 2–1 | 1–1 | 3–1 | 0–0 | 2–2 | 0–2 | 1–1 |
| Puebla            | 1–1 | 3–1 | 3–0 | 2–1 | 2–0 | 2–2 | 3–0 | 1–1 | 2–0 | 4–1 | 1–1 | 2–0 | —   | 2–0 | 2–1 | 1–1 | 3–1 | 1–2 | 2–0 | 0–0 |
| Tampico Madero    | 1–0 | 3–1 | 3–4 | 3–2 | 3–2 | 2–1 | 1–0 | 2–1 | 4–0 | 4–0 | 0–0 | 2–1 | 3–2 | —   | 1–1 | 3–0 | 2–1 | 2–1 | 4–2 | 3–1 |
| Toluca            | 0–0 | 2–1 | 1–1 | 2–0 | 0–0 | 1–1 | 0–0 | 0–2 | 1–0 | 1–1 | 2–0 | 3–1 | 2–1 | 1–1 | —   | 2–1 | 2–0 | 1–1 | 0–1 | 0–0 |
| Tecos UAG         | 0–1 | 0–0 | 1–2 | 1–1 | 4–2 | 0–1 | 2–2 | 3–3 | 5–2 | 0–0 | 1–1 | 3–2 | 2–1 | 2–0 | 3–2 | —   | 1–0 | 1–1 | 2–2 | 2–1 |
| Tigres UANL       | 2–0 | 2–1 | 2–1 | 1–1 | 2–1 | 1–2 | 0–1 | 2–0 | 2–2 | 3–1 | 1–0 | 1–0 | 0–0 | 1–2 | 2–1 | 4–1 | —   | 1–2 | 1–0 | 2–0 |
| U. de G.          | 1–1 | 2–2 | 0–0 | 1–2 | 1–2 | 1–1 | 1–0 | 3–3 | 1–1 | 2–1 | 2–0 | 1–1 | 3–1 | 3–1 | 1–2 | 2–0 | 2–0 | —   | 0–4 | 3–0 |
| UNAM              | 1–0 | 2–0 | 4–1 | 4–0 | 1–3 | 3–2 | 1–3 | 2–0 | 4–2 | 0–0 | 2–1 | 0–1 | 3–2 | 3–1 | 2–1 | 1–0 | 2–1 | 1–2 | —   | 1–0 |
| Zacatepec         | 1–0 | 2–1 | 2–0 | 0–1 | 3–2 | 0–2 | 1–4 | 1–2 | 0–1 | 1–3 | 3–0 | 1–1 | 1–0 | 2–1 | 2–1 | 0–0 | 2–1 | 0–3 | 0–2 | —   |

## Liguilla
|  | Cuartos de final                                             | Cuartos de final                                             | Cuartos de final                                             | Cuartos de final                                             | Cuartos de final                                             |   |       | Semifinales                                          | Semifinales                                          | Semifinales                                          | Semifinales                                          | Semifinales                                          |  |   | Final                                                                               | Final                                                                               | Final                                                                               | Final                                                                               | Final                                                                               | Final                                                                               |  |
|  | 8 y 9 de mayo de 1985 (ida) 11 y 12 de mayo de 1985 (vuelta) | 8 y 9 de mayo de 1985 (ida) 11 y 12 de mayo de 1985 (vuelta) | 8 y 9 de mayo de 1985 (ida) 11 y 12 de mayo de 1985 (vuelta) | 8 y 9 de mayo de 1985 (ida) 11 y 12 de mayo de 1985 (vuelta) | 8 y 9 de mayo de 1985 (ida) 11 y 12 de mayo de 1985 (vuelta) |   |       | 16 de mayo de 1985 (ida) 19 de mayo de 1985 (vuelta) | 16 de mayo de 1985 (ida) 19 de mayo de 1985 (vuelta) | 16 de mayo de 1985 (ida) 19 de mayo de 1985 (vuelta) | 16 de mayo de 1985 (ida) 19 de mayo de 1985 (vuelta) | 16 de mayo de 1985 (ida) 19 de mayo de 1985 (vuelta) |  |   | 23 de mayo de 1985 (ida) 26 de mayo de 1985 (vuelta) 28 de mayo de 1985 (desempate) | 23 de mayo de 1985 (ida) 26 de mayo de 1985 (vuelta) 28 de mayo de 1985 (desempate) | 23 de mayo de 1985 (ida) 26 de mayo de 1985 (vuelta) 28 de mayo de 1985 (desempate) | 23 de mayo de 1985 (ida) 26 de mayo de 1985 (vuelta) 28 de mayo de 1985 (desempate) | 23 de mayo de 1985 (ida) 26 de mayo de 1985 (vuelta) 28 de mayo de 1985 (desempate) | 23 de mayo de 1985 (ida) 26 de mayo de 1985 (vuelta) 28 de mayo de 1985 (desempate) |  |
|  |                                                              |                                                              |                                                              |                                                              |                                                              |   |       |                                                      |                                                      |                                                      |                                                      |                                                      |  |   |                                                                                     |                                                                                     |                                                                                     |                                                                                     |                                                                                     |                                                                                     |  |
|  |                                                              |                                                              |                                                              |                                                              |                                                              |   |       |                                                      |                                                      |                                                      |                                                      |                                                      |  |   |                                                                                     |                                                                                     |                                                                                     |                                                                                     |                                                                                     |                                                                                     |  |
|  | 1                                                            | UNAM (p.)                                                    | 0                                                            | 2                                                            | 2 (7)                                                        |   |       |                                                      |                                                      |                                                      |                                                      |                                                      |  |   |                                                                                     |                                                                                     |                                                                                     |                                                                                     |                                                                                     |                                                                                     |  |
|  | 1                                                            | UNAM (p.)                                                    | 0                                                            | 2                                                            | 2 (7)                                                        |   |       |                                                      |                                                      |                                                      |                                                      |                                                      |  |   |                                                                                     |                                                                                     |                                                                                     |                                                                                     |                                                                                     |                                                                                     |  |
|  | 10                                                           | Puebla                                                       | 2                                                            | 0                                                            | 2 (6)                                                        |   |       |                                                      |                                                      |                                                      |                                                      |                                                      |  |   |                                                                                     |                                                                                     |                                                                                     |                                                                                     |                                                                                     |                                                                                     |  |
|  | 10                                                           | Puebla                                                       | 2                                                            | 0                                                            | 2 (6)                                                        |   | 1     | UNAM                                                 | 3                                                    | 2                                                    | 5                                                    |                                                      |  |   |                                                                                     |                                                                                     |                                                                                     |                                                                                     |                                                                                     |                                                                                     |  |
|  |                                                              |                                                              |                                                              |                                                              |                                                              |   | 1     | UNAM                                                 | 3                                                    | 2                                                    | 5                                                    |                                                      |  |   |                                                                                     |                                                                                     |                                                                                     |                                                                                     |                                                                                     |                                                                                     |  |
|  |                                                              |                                                              | 8                                                            | León                                                         | 3                                                            | 0 | 3     |                                                      |                                                      |                                                      |                                                      |                                                      |  |   |                                                                                     |                                                                                     |                                                                                     |                                                                                     |                                                                                     |                                                                                     |  |
|  | 2                                                            | U de G                                                       | 8                                                            | León                                                         | 3                                                            | 0 | 3     | 0                                                    | 2                                                    | 2 (6)                                                |                                                      |                                                      |  |   |                                                                                     |                                                                                     |                                                                                     |                                                                                     |                                                                                     |                                                                                     |  |
|  | 2                                                            | U de G                                                       |                                                              |                                                              |                                                              |   |       |                                                      |                                                      | 2 (6)                                                |                                                      |                                                      |  |   |                                                                                     |                                                                                     |                                                                                     |                                                                                     |                                                                                     |                                                                                     |  |
|  | 8                                                            | León (p.)                                                    | 1                                                            | 1                                                            | 2 (7)                                                        |   |       |                                                      |                                                      |                                                      |                                                      |                                                      |  |   |                                                                                     |                                                                                     |                                                                                     |                                                                                     |                                                                                     |                                                                                     |  |
|  | 8                                                            | León (p.)                                                    | 1                                                            | 1                                                            | 2 (7)                                                        |   |       |                                                      |                                                      |                                                      |                                                      |                                                      |  | 1 | UNAM                                                                                | 1                                                                                   | 0                                                                                   | 1                                                                                   | 2                                                                                   |                                                                                     |  |
|  |                                                              |                                                              |                                                              |                                                              |                                                              |   |       |                                                      |                                                      |                                                      |                                                      |                                                      |  | 1 | UNAM                                                                                | 1                                                                                   | 0                                                                                   | 1                                                                                   | 2                                                                                   |                                                                                     |  |
|  |                                                              |                                                              | 4                                                            | América                                                      | 1                                                            | 0 | 3     | 4                                                    |                                                      |                                                      |                                                      |                                                      |  |   |                                                                                     |                                                                                     |                                                                                     |                                                                                     |                                                                                     |                                                                                     |  |
|  | 4                                                            | América                                                      | 4                                                            | América                                                      | 1                                                            | 0 | 3     | 4                                                    | 2                                                    | 1                                                    | 3                                                    |                                                      |  |   |                                                                                     |                                                                                     |                                                                                     |                                                                                     |                                                                                     |                                                                                     |  |
|  | 4                                                            | América                                                      |                                                              |                                                              |                                                              |   |       |                                                      |                                                      | 1                                                    | 3                                                    |                                                      |  |   |                                                                                     |                                                                                     |                                                                                     |                                                                                     |                                                                                     |                                                                                     |  |
|  | 5                                                            | Guadalajara                                                  | 0                                                            | 0                                                            | 0                                                            |   |       |                                                      |                                                      |                                                      |                                                      |                                                      |  |   |                                                                                     |                                                                                     |                                                                                     |                                                                                     |                                                                                     |                                                                                     |  |
|  | 5                                                            | Guadalajara                                                  | 0                                                            | 0                                                            | 0                                                            |   | 4     | América (p.)                                         | 1                                                    | 0                                                    | 1 (9)                                                |                                                      |  |   |                                                                                     |                                                                                     |                                                                                     |                                                                                     |                                                                                     |                                                                                     |  |
|  |                                                              |                                                              |                                                              |                                                              |                                                              |   | 4     | América (p.)                                         | 1                                                    | 0                                                    | 1 (9)                                                |                                                      |  |   |                                                                                     |                                                                                     |                                                                                     |                                                                                     |                                                                                     |                                                                                     |  |
|  |                                                              |                                                              | 7                                                            | Atlas                                                        | 1                                                            | 0 | 1 (8) |                                                      |                                                      |                                                      |                                                      |                                                      |  |   |                                                                                     |                                                                                     |                                                                                     |                                                                                     |                                                                                     |                                                                                     |  |
|  | 3                                                            | Cruz Azul                                                    | 7                                                            | Atlas                                                        | 1                                                            | 0 | 1 (8) | 1                                                    | 0                                                    | 1                                                    |                                                      |                                                      |  |   |                                                                                     |                                                                                     |                                                                                     |                                                                                     |                                                                                     |                                                                                     |  |
|  | 3                                                            | Cruz Azul                                                    |                                                              |                                                              |                                                              |   |       |                                                      |                                                      | 1                                                    |                                                      |                                                      |  |   |                                                                                     |                                                                                     |                                                                                     |                                                                                     |                                                                                     |                                                                                     |  |
|  | 7                                                            | Atlas                                                        | 1                                                            | 2                                                            | 3                                                            |   |       |                                                      |                                                      |                                                      |                                                      |                                                      |  |   |                                                                                     |                                                                                     |                                                                                     |                                                                                     |                                                                                     |                                                                                     |  |
|  | 7                                                            | Atlas                                                        | 1                                                            | 2                                                            | 3                                                            |   |       |                                                      |                                                      |                                                      |                                                      |                                                      |  |   |                                                                                     |                                                                                     |                                                                                     |                                                                                     |                                                                                     |                                                                                     |  |
|  |                                                              |                                                              |                                                              |                                                              |                                                              |   |       |                                                      |                                                      |                                                      |                                                      |                                                      |  |   |                                                                                     |                                                                                     |                                                                                     |                                                                                     |                                                                                     |                                                                                     |  |

### Final - Ida
| 1     | POR   | Hector Miguel Zelada |  |
| 2     | DEF   | Vinicio Bravo        |  |
| 3     | DEF   | Armando Manzo        |  |
| 4     | DEF   | Alfredo Tena         |  |
| 5     | DEF   | Mario Trejo          |  |
| 11    | MED   | Cristóbal Ortega     |  |
| 7     | MED   | Juan Antonio Luna    |  |
| 9     | MED   | Alex Domínguez       |  |
| 13    | MED   | Eduardo Bacas        |  |
| 27    | DEL   | Carlos Hermosillo    |  |
| 23    | DEL   | Daniel Brailovsky    |  |
| D. T. | D. T. | Miguel Ángel López   |  |

| 30    | POR   | Jorge Espinoza      |  |
| 6     | DEF   | Félix Cruz          |  |
| 18    | DEF   | Rafael Amador       |  |
| 12    | DEF   | Mauricio Peña       |  |
| 17    | DEF   | Raúl Servin         |  |
| 9     | MED   | Miguel España       |  |
| 19    | MED   | Guillermo Vázquez   |  |
| 8     | MED   | Alberto García-Aspe |  |
| 22    | DEL   | Manuel Negrete      |  |
| 7     | DEL   | Ricardo Ferretti    |  |
| 10    | DEL   | Luis Flores         |  |
| D. T. | D. T. | Mario Velarde       |  |

| Anotado | Carlos Hermosillo | : |

| Anotado | Alberto García-Aspe | : |

| Amonestado · Amonestado | ? |

| Amonestado · Amonestado | ? |

| Expulsado · Expulsado |

| Expulsado · Otorgado · Expulsado | ? |

| 1     | POR   | Hector Miguel Zelada |  |
| 2     | DEF   | Vinicio Bravo        |  |
| 3     | DEF   | Armando Manzo        |  |
| 4     | DEF   | Alfredo Tena         |  |
| 5     | DEF   | Mario Trejo          |  |
| 11    | MED   | Cristóbal Ortega     |  |
| 7     | MED   | Juan Antonio Luna    |  |
| 9     | MED   | Alex Domínguez       |  |
| 13    | MED   | Eduardo Bacas        |  |
| 27    | DEL   | Carlos Hermosillo    |  |
| 23    | DEL   | Daniel Brailovsky    |  |
| D. T. | D. T. | Miguel Ángel López   |  |

| 30    | POR   | Jorge Espinoza      |  |
| 6     | DEF   | Félix Cruz          |  |
| 18    | DEF   | Rafael Amador       |  |
| 12    | DEF   | Mauricio Peña       |  |
| 17    | DEF   | Raúl Servin         |  |
| 9     | MED   | Miguel España       |  |
| 19    | MED   | Guillermo Vázquez   |  |
| 8     | MED   | Alberto García-Aspe |  |
| 22    | DEL   | Manuel Negrete      |  |
| 7     | DEL   | Ricardo Ferretti    |  |
| 10    | DEL   | Luis Flores         |  |
| D. T. | D. T. | Mario Velarde       |  |

| Anotado | Carlos Hermosillo | : |

| Anotado | Alberto García-Aspe | : |

| Amonestado · Amonestado | ? |

| Amonestado · Amonestado | ? |

| Expulsado · Expulsado |

| Expulsado · Otorgado · Expulsado | ? |

| 1     | POR   | Hector Miguel Zelada |  |
| 2     | DEF   | Vinicio Bravo        |  |
| 3     | DEF   | Armando Manzo        |  |
| 4     | DEF   | Alfredo Tena         |  |
| 5     | DEF   | Mario Trejo          |  |
| 11    | MED   | Cristóbal Ortega     |  |
| 7     | MED   | Juan Antonio Luna    |  |
| 9     | MED   | Alex Domínguez       |  |
| 13    | MED   | Eduardo Bacas        |  |
| 27    | DEL   | Carlos Hermosillo    |  |
| 23    | DEL   | Daniel Brailovsky    |  |
| D. T. | D. T. | Miguel Ángel López   |  |

| 30    | POR   | Jorge Espinoza      |  |
| 6     | DEF   | Félix Cruz          |  |
| 18    | DEF   | Rafael Amador       |  |
| 12    | DEF   | Mauricio Peña       |  |
| 17    | DEF   | Raúl Servin         |  |
| 9     | MED   | Miguel España       |  |
| 19    | MED   | Guillermo Vázquez   |  |
| 8     | MED   | Alberto García-Aspe |  |
| 22    | DEL   | Manuel Negrete      |  |
| 7     | DEL   | Ricardo Ferretti    |  |
| 10    | DEL   | Luis Flores         |  |
| D. T. | D. T. | Mario Velarde       |  |

| Anotado | Carlos Hermosillo | : |

| Anotado | Alberto García-Aspe | : |

| Amonestado · Amonestado | ? |

| Amonestado · Amonestado | ? |

| Expulsado · Expulsado |

| Expulsado · Otorgado · Expulsado | ? |

| 1     | POR   | Hector Miguel Zelada |  |
| 2     | DEF   | Vinicio Bravo        |  |
| 3     | DEF   | Armando Manzo        |  |
| 4     | DEF   | Alfredo Tena         |  |
| 5     | DEF   | Mario Trejo          |  |
| 11    | MED   | Cristóbal Ortega     |  |
| 7     | MED   | Juan Antonio Luna    |  |
| 9     | MED   | Alex Domínguez       |  |
| 13    | MED   | Eduardo Bacas        |  |
| 27    | DEL   | Carlos Hermosillo    |  |
| 23    | DEL   | Daniel Brailovsky    |  |
| D. T. | D. T. | Miguel Ángel López   |  |

| 30    | POR   | Jorge Espinoza      |  |
| 6     | DEF   | Félix Cruz          |  |
| 18    | DEF   | Rafael Amador       |  |
| 12    | DEF   | Mauricio Peña       |  |
| 17    | DEF   | Raúl Servin         |  |
| 9     | MED   | Miguel España       |  |
| 19    | MED   | Guillermo Vázquez   |  |
| 8     | MED   | Alberto García-Aspe |  |
| 22    | DEL   | Manuel Negrete      |  |
| 7     | DEL   | Ricardo Ferretti    |  |
| 10    | DEL   | Luis Flores         |  |
| D. T. | D. T. | Mario Velarde       |  |

| Anotado | Carlos Hermosillo | : |

| Anotado | Alberto García-Aspe | : |

| Amonestado · Amonestado | ? |

| Amonestado · Amonestado | ? |

| Expulsado · Expulsado |

| Expulsado · Otorgado · Expulsado | ? |

### Final - Vuelta
| 30    | POR   | Jorge Espinoza      |  |
| 6     | DEF   | Félix Cruz          |  |
| 18    | DEF   | Rafael Amador       |  |
| 12    | DEF   | Mauricio Peña       |  |
| 17    | DEF   | Raúl Servin         |  |
| 9     | MED   | Miguel España       |  |
| 19    | MED   | Guillermo Vázquez   |  |
| 8     | MED   | Alberto García-Aspe |  |
| 22    | DEL   | Manuel Negrete      |  |
| 7     | DEL   | Ricardo Ferretti    |  |
| 10    | DEL   | Luis Flores         |  |
| D. T. | D. T. | Mario Velarde       |  |

| 1     | POR   | Hector Miguel Zelada |  |
| 2     | DEF   | Vinicio Bravo        |  |
| 3     | DEF   | Armando Manzo        |  |
| 4     | DEF   | Alfredo Tena         |  |
| 5     | DEF   | Mario Trejo          |  |
| 11    | MED   | Cristóbal Ortega     |  |
| 7     | MED   | Juan Antonio Luna    |  |
| 9     | MED   | Alex Domínguez       |  |
| 13    | MED   | Eduardo Bacas        |  |
| 27    | DEL   | Carlos Hermosillo    |  |
| 23    | DEL   | Daniel Brailovsky    |  |
| D. T. | D. T. | Miguel Ángel López   |  |

| 30    | POR   | Jorge Espinoza      |  |
| 6     | DEF   | Félix Cruz          |  |
| 18    | DEF   | Rafael Amador       |  |
| 12    | DEF   | Mauricio Peña       |  |
| 17    | DEF   | Raúl Servin         |  |
| 9     | MED   | Miguel España       |  |
| 19    | MED   | Guillermo Vázquez   |  |
| 8     | MED   | Alberto García-Aspe |  |
| 22    | DEL   | Manuel Negrete      |  |
| 7     | DEL   | Ricardo Ferretti    |  |
| 10    | DEL   | Luis Flores         |  |
| D. T. | D. T. | Mario Velarde       |  |

| 1     | POR   | Hector Miguel Zelada |  |
| 2     | DEF   | Vinicio Bravo        |  |
| 3     | DEF   | Armando Manzo        |  |
| 4     | DEF   | Alfredo Tena         |  |
| 5     | DEF   | Mario Trejo          |  |
| 11    | MED   | Cristóbal Ortega     |  |
| 7     | MED   | Juan Antonio Luna    |  |
| 9     | MED   | Alex Domínguez       |  |
| 13    | MED   | Eduardo Bacas        |  |
| 27    | DEL   | Carlos Hermosillo    |  |
| 23    | DEL   | Daniel Brailovsky    |  |
| D. T. | D. T. | Miguel Ángel López   |  |

| 30    | POR   | Jorge Espinoza      |  |
| 6     | DEF   | Félix Cruz          |  |
| 18    | DEF   | Rafael Amador       |  |
| 12    | DEF   | Mauricio Peña       |  |
| 17    | DEF   | Raúl Servin         |  |
| 9     | MED   | Miguel España       |  |
| 19    | MED   | Guillermo Vázquez   |  |
| 8     | MED   | Alberto García-Aspe |  |
| 22    | DEL   | Manuel Negrete      |  |
| 7     | DEL   | Ricardo Ferretti    |  |
| 10    | DEL   | Luis Flores         |  |
| D. T. | D. T. | Mario Velarde       |  |

| 1     | POR   | Hector Miguel Zelada |  |
| 2     | DEF   | Vinicio Bravo        |  |
| 3     | DEF   | Armando Manzo        |  |
| 4     | DEF   | Alfredo Tena         |  |
| 5     | DEF   | Mario Trejo          |  |
| 11    | MED   | Cristóbal Ortega     |  |
| 7     | MED   | Juan Antonio Luna    |  |
| 9     | MED   | Alex Domínguez       |  |
| 13    | MED   | Eduardo Bacas        |  |
| 27    | DEL   | Carlos Hermosillo    |  |
| 23    | DEL   | Daniel Brailovsky    |  |
| D. T. | D. T. | Miguel Ángel López   |  |

| 30    | POR   | Jorge Espinoza      |  |
| 6     | DEF   | Félix Cruz          |  |
| 18    | DEF   | Rafael Amador       |  |
| 12    | DEF   | Mauricio Peña       |  |
| 17    | DEF   | Raúl Servin         |  |
| 9     | MED   | Miguel España       |  |
| 19    | MED   | Guillermo Vázquez   |  |
| 8     | MED   | Alberto García-Aspe |  |
| 22    | DEL   | Manuel Negrete      |  |
| 7     | DEL   | Ricardo Ferretti    |  |
| 10    | DEL   | Luis Flores         |  |
| D. T. | D. T. | Mario Velarde       |  |

| 1     | POR   | Hector Miguel Zelada |  |
| 2     | DEF   | Vinicio Bravo        |  |
| 3     | DEF   | Armando Manzo        |  |
| 4     | DEF   | Alfredo Tena         |  |
| 5     | DEF   | Mario Trejo          |  |
| 11    | MED   | Cristóbal Ortega     |  |
| 7     | MED   | Juan Antonio Luna    |  |
| 9     | MED   | Alex Domínguez       |  |
| 13    | MED   | Eduardo Bacas        |  |
| 27    | DEL   | Carlos Hermosillo    |  |
| 23    | DEL   | Daniel Brailovsky    |  |
| D. T. | D. T. | Miguel Ángel López   |  |

### Tercer partido de desempate
| 28 de mayo de 1985 | UNAM                 | 1:3 (0:1) | América                                           | Estadio Corregidora, Santiago de Querétaro |                           |
|                    | Ricardo Ferretti 71' |           | Daniel Brailovsky 11, 56' · Carlos Hermosillo 76' | Árbitro(s): Joaquín Urrea                  | Árbitro(s): Joaquín Urrea |

### Campeón
|                             |
| América Campeón 5.º título. |